# Pekan Olahraga Nasional II/Badminton

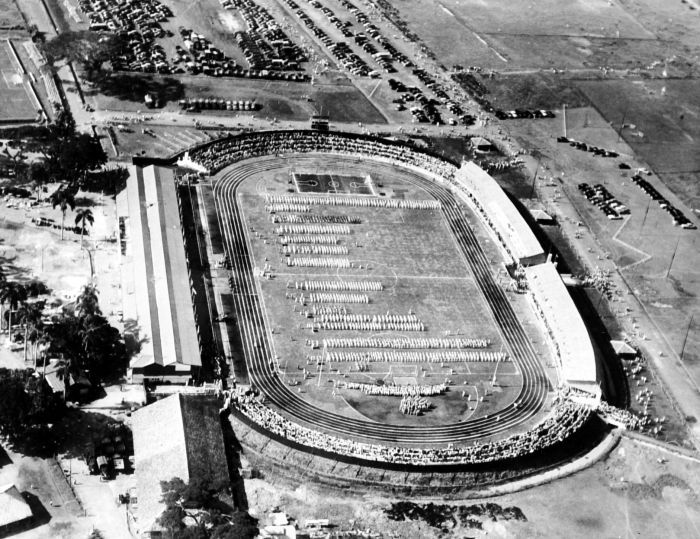
Eröffnungsveranstaltung 1951

Bei den Pekan Olahraga Nasional II wurden im Badminton Titelträger im Dameneinzel, im Mixed und bei den Herrenteams ermittelt. Die Spiele fanden vom 21. bis zum 28. Oktober 1951 in Jakarta statt. Im Halbfinale des Teamwettbewerbs unterlagen Kalimantan Selatan (A. Karim und Romeo) gegen Jakarta und  Kalimantan Barat (Ong Po Swan, Moh. Soleh, Suleiman Kurdi, Said Mohammad) gegen Jawa Timur jeweils mit 0:3.

## Sieger und Finalisten
| Disziplin    | Gold                                                | Silber                                                  |
| ------------ | --------------------------------------------------- | ------------------------------------------------------- |
| Herreneinzel | nicht ausgetragen                                   | nicht ausgetragen                                       |
| Dameneinzel  | Teng Koen Liong (Jawa Timur)                        | Herly The                                               |
| Herrendoppel | nicht ausgetragen                                   | nicht ausgetragen                                       |
| Damendoppel  | nicht ausgetragen                                   | nicht ausgetragen                                       |
| Mixed        | Ong Tjiauw Tjiang Teng Koen Liong (Jawa Timur)      | Tan Yok Sin Thio Yu Wan                                 |
| Herrenteam   | Jakarta Ferry Sonneville Tan Tjin Hoo Ten Giok Soei | Jawa Timur Ong Tjiauw Tjiang Lie Swan Thay T. P. Tjiong |
| Damenteam    | nicht ausgetragen                                   | nicht ausgetragen                                       |